# Maria Wanda Wanatowicz
Maria Wanda Wanatowicz (ur. 1941) – polska historyk, profesor zw. dr hab., wykładowca w Uniwersytecie Śląskim do 31 sierpnia 2013 r., kierownik Zakładu Historii Polski 1918 - 1945 do 28 lutego 2011 r., członkini Instytutu Historii PAN. W latach 2002–2008 dyrektor Instytutu Historii Uniwersytetu Śląskiego.

## Zainteresowania badawcze
Zainteresowania badawcze koncentruje na historii Śląska XIX i XX wieku, prezentowanej w kontekście ogólnopolskim, porównawczym. Dotyczą one różnorodnych zagadnień, jak: ubezpieczenia społeczne, ruchy migracyjne i ich konsekwencje, środowisko inteligencji na Śląsku, stosunek społeczeństwa innych ziem polskich do Śląska i jego mieszkańców w XIX i XX wieku, stosunki narodowościowe na pograniczu śląskim i świadomość narodowa jego mieszkańców w XIX i XX wieku, miejsce Śląska w dziejach nowożytnego narodu polskiego. Opublikowała z tego zakresu 6 monografii autorskich, ponad 100 artykułów, pod jej redakcją ukazało się kilkadziesiąt prac zbiorowych.

## Publikacje
- Ubezpieczenie brackie na Górnym Śląsku w latach 1922-1939 / Maria Wanatowicz; Śląski Instytut Naukowy w Katowicach. - Warszawa; Kraków : Państwowe Wydawnictwo Naukowe, 1973.
- Polityka kadrowa na Górnym Śląsku w pierwszych latach niepodległości na tle Wielkopolski i Pomorza / Maria Wanatowicz. - [Katowice : b.w., 1978].
- Ludność napływowa na Górnym Śląsku w latach 1922–1939 (1982)
- Inteligencja na Śląsku w okresie międzywojennym (1986)
- Społeczeństwo polskie wobec Górnego Śląska (1795–1914) (1992)
- Historia miast Pyskowice i Toszek / Johannes Chrząszcz; przeł. [z niem.] Mikołaj Hepa; [wstęp M. Hepa; wprowadzenie Maria Wanatowicz]. - Gliwice : "Wokół Nas"; Pyskowice : Urząd Miasta, cop. 1994
- Historia społeczno-polityczna Górnego Śląska i Śląska Cieszyńskiego w latach 1918–1945 (1994)
- Rola i miejsce Górnego Śląska w Drugiej Rzeczypospolitej : materiały sesji naukowej zorganizowanej w dniach 15-16 czerwca 1992 roku w 70 rocznicę przyłączenia części odzyskanego Górnego Śląska do Macierzy : praca zbiorowa / pod red. Marii Wandy Wanatowicz. - Bytom : Muzeum Górnośląskie; Katowice : Muzeum Śląskie, 1995
- Regionalizm a separatyzm - historia i współczesność : Śląsk na tle innych obszarów / pod red. Marii Wandy Wanatowicz - Katowice : Wydaw. UŚ, 1995
- Śląsko-zagłębiowskie konfrontacje historyczne (XIX-XX wiek) / pod red. Marii Wandy Wanatowicz. - Katowice : UŚ, 1999.
- Od indyferentnej ludności do śląskiej narodowości? : postawy narodowe ludności autochtonicznej Górnego Śląska w latach 1945–2003 w świadomości społecznej (2004)
- Józef Chlebowczyk : badacz procesów narodotwórczych w Europie XIX i XX wieku / pod red. Marii Wandy Wanatowicz. - Katowice : Wydaw. Uniwersytetu Śląskiego (2007)
- Geneza i konsekwencje roku 1922 na Górnym Śląsku / [Maria Wanda Wanatowicz]. - [Katowice : Muzeum Śląskie, 2007